# Shawinigan
Shawinigan – miasto w Kanadzie, w prowincji Quebec, regionie Mauricie. Shawinigan nie wchodzi w skład żadnego MRC, stanowi więc terytorium równoważne z MRC (TÉ – territoire équivalant).
Liczba mieszkańców Shawinigan wynosi 51 904. Język francuski jest językiem ojczystym dla 98,1%, angielski dla 0,7% mieszkańców (2006).

## Sport
- Cataractes de Shawinigan – klub hokejowy

## Miasta partnerskie
- Hamilton, Kanada
- Monterrey, Meksyk